# Plectiscidea undulata
Plectiscidea undulata är en stekelart som beskrevs av Dasch 1992. Plectiscidea undulata ingår i släktet Plectiscidea och familjen brokparasitsteklar. Inga underarter finns listade i Catalogue of Life.